# Susie
Susie是一個基於Microsoft Windows作業系統的免費的電腦繪圖觀看程式，由日本的竹村嘉人製作。
对应16位操作系统（Windows 3.1等）版本的命名为Susie，对应32位操作系统（Windows XP等）的版本命名为Susie32。
程序本身只支持BMP格式，但通过各类相应的插件，得以支持众多图像格式，其中不乏许多游戏CG的专用格式，也有使其能够浏览动画及音乐的插件。这些插件是由许多不同的作者所制作的，其中，对应16位版本的插件后缀名为plg，对应32位版本的插件后缀名为spi。此外，也有许多软件支持该软件的专用插件，如Hamana,ViX,ACDSee,XnView,MassiGra。
自从2002年10月20日推出Susie32 ver0.47b后，曾一度中止了更新，于2007年9月29日重新公开了Susie32 ver0.50 alpha1，目前仍在更新中。
现在最新的测试版本是：2013年1月15日的 Susie32 Ver0.50 beta3
目前最新的稳定版本是：2002年10月20日的 Susie32 ver0.47b

## 外部連結
- Susieの部屋（官方網站）（页面存档备份，存于）
- kana's Home Page（页面存档备份，存于） （页面存档备份，存于）
- Shimitei's homepage（页面存档备份，存于） （页面存档备份，存于）